# Roy Vickers
Pour les articles homonymes, voir Vickers (homonymie).
Œuvres principales
- Service des Affaires classées (1934-1949)

De son vrai nom William Edward Vickers, Roy Vickers  (1889-1965) est un écrivain britannique de roman policier.

## Biographie
Il a utilisé divers pseudonymes comme Roy Vickers, Roy C. Vickers, David Durham, Sefton Kyle, et John Spencer. Il est maintenant essentiellement reconnu pour avoir inventé dans une série de nouvelles un  Department of Dead Ends (Service des Affaires classées) à Scotland Yard, spécialisé dans la résolution de dossiers très anciens non éclaircis.
Vickers fréquente Charterhouse School, mais quitte le Brasenose College (Oxford) sans diplôme. Il étudie aussi le droit quelque temps à Middle Temple, mais ne le pratiqua jamais. Il est l'époux de Mary Van Rossem, dont il eut un fils. Dans ses jeunes années, il travaille comme journaliste, reporter judiciaire, éditeur de magazines et il écrivit un grand nombre d'articles qu'il vend à divers journaux.
Entre novembre 1913 et février 1917, 20 nouvelles de Vickers sont inscrites au sommaire du Novel Magazine. À cette époque, il publie aussi son premier livre, une biographie de Frederick Sleigh Roberts. À partir de 1921, date de parution de La Rose verte, il enchaîne l'écriture d'environ quatre-vingts romans policiers, dont certains ont pour héros récurrent l'inspecteur Rason. En septembre 1934 paraît dans le Pearson's Magazine, La Trompette en caoutchouc (The Rubber Trumpet), le premier récit consacré au fictif Service des Affaires classées (Department of Dead Ends), qui donne lieu à une célèbre série de nouvelles où apparaît parfois l'inspecteur Rason. Après avoir produit une vingtaine de nouvelles, Vickers délaisse ce cycle pendant quelques années, puis le reprend à la fin de la Deuxième Guerre mondiale. Les 36 nouvelles du cycle du Service des affaires classées sont finalement éditées en volume en 1949. À cette époque, les romans policiers publiés par Vickers s'avèrent d'une qualité supérieure à ces tentatives d'avant-guerre jugées de qualité médiocre. Et la servante est rousse (1950), le meilleur du lot, est représentatif de cette deuxième manière avec son intrigue où se mêlent habilement ingéniosité et humour.
En Amérique, Ellery Queen publie dans son Ellery Queen's Magazine le cycle du Services des affaires classées à partir de 1943, ce qui vaut à son auteur la réputation de grand et fin connaisseur britannique de la nouvelle policière. Cette notoriété lui ouvre les portes du Detection Club en 1955. Dans la foulée, il devient le compilateur d'anthologies de short stories, dont Some Like Them Dead de la Crime Writers' Association, à partir de 1960.

## Œuvre

### Romans

#### SérieInspecteur Rason
- The Mystery of the Scented Death (1921) Publié en français sous le titre La Rose verte, Paris, Librairie des Champs-Élysées, coll. Le Masque no 72, 1930
- The Exploits of Fidelity Dove (1924), recueil de nouvelles signé David Durham
- The Man in the Shadow (1924), signé Selton Kyle
- Bardelow's Heir (1933)
- Red Hair (1933)
- The Life He Stole (1934), signé Selton Kyle
- Money Buys Everything (1934), signé Selton Kyle
- Silence (1935), signé Selton Kyle
- Kidnap Island (1935)
- The Man in the Red Mask (1935)
- The Body in the Safe (1937), signé Selton Kyle
- Terror of Tongues ! (1937)
- The Girl in the News (1937)
- The Life Between (1938)
- During His Majesty's Pleasure (1938), signé Selton Kyle
- She Walked in Fear (1940)

#### Romans policiers signés David Durham
- The Woman Accused (1923)
- Hounded Down (1923)
- The Pearl-Headed Pin (1925)
- The Forgotten Honeymoon (1935)
- The Girl Who Dared (1938)
- Against the Law (1939)

#### Romans signés Sefton Kyle
- Dead Man's Dower (1925)
- Guilty But (1927)
- The Hawk (1930)
- The Vengeance of Mrs Danvers (1932)
- The Bloomsbury Treasure (1932)
- The Man Without a Name (1935)
- The Durand Case (1936)
- Number Seventy-Three (1936)
- The Notorious Miss Walters (1937)
- Missing (1938)
- Miss X (1939)
- The Judge's Dilemma (1939)
- The Shadow over Fairholme (1940)
- The Girl Known as D 13 (1940)
- The Price of Silence (1942)
- Love Was Married (1943)

#### Romans signés John Spencer
- The Whispering Death (1932) Publié en français sous le titre Le Sifflement de la mort, Paris, Éditions de France, coll. À ne pas lire la nuit no 41, 1934
- Swell Garrick (1933)

#### Autres romans policiers
- The Vengeance of Henry Jarroman (1923)
- Ishmael's Wife (1924)
- A Murder for a Million (1924)
- Four Past Four (1925)
- The Unforbidden Sin (1926)
- The Radingham Mystery (1928)
- The Gold Game (1930)
- The Deputy for Cain (1931)
- The Marriage for the Defence (1932)
- Hide Those Diamonds (1935)
- I'll Never Tell (1937)
- The Enemy Within (1938)
- Playgirl Wanted (1940)
- Brenda Gets Married (1941)
- A Date with Danger (1942)
- War Bride (1942)
- Six Came to Dinner (1948)
- Gold and Wine (1948) Publié en français sous le titre Et un cocktail de cyanure...Un !, Paris, Éditions des Loisirs, coll. Le Yard no 30, 1951
- Murder of a Snob (1949)
- Murdering Mr. Velfrage ou Maid to Murder [É.-U.] (1950) Publié en français sous le titre Et la servante est rousse, Genève, Ditis, Détective-club - Suisse no 65, 1948 ; réédition, Paris, Ditis, Détective-club - France no 34, 1950 ; réédition, Paris, Éditions Opta, coll. Littérature policière, 1976 ; réédition, Paris, NéO, coll. Le Miroir obscur no 79, 1984 ;  réédition, Paris, Librairie des Champs-Élysées, Le Masque no 2083, 1992
- They Can't Hang Caroline (1950)
- The Sole Survivor (1950) Publié en français sous le titre Seul Survivant, Paris, Éditions des Loisirs, coll. Super Yard, 1952 ; réédition, Paris, Éditions des Loisirs, coll. Le Yard no 39, 1952
- Murder in Two Flats (1952)
- Find the Innocent (1959) Publié en français sous le titre Cherchez l'innocent, Paris, Bourgois/Juillard, coll. P.J., 1969 ; réédition, Neuilly-sur-Seine, Beauval/Saint-Clair, coll. Les Grands Maîtres du roman policier, 1975 ; réédition, Paris, Néo, coll. Le Miroir obscur no 74, 1983

#### Romans littéraires
- His Other Wife (1926)
- The White Raven (1927)
- A Girl of These Days (1929)
- The Rose in the Dark (1930)

### Recueil de nouvelles

#### SérieService des Affaires classées
- The Department of Dead Ends (1949) Publié en français sous le titre Service des Affaires classées, Paris, Éditions Opta, Club du livre policier, préface de Ellery Queen, volumes 1 et 2, 1960 ; réédition, Paris, Le Livre de Poche policier, vol. 1, no 976-977, 1963 ; vol. 2, no 1300-1301, 1965 ; réédition, Paris, Néo, en quatre volumes : Un si beau crime - Service des Affaires classées 1, préface de Ellery Queen, coll. Le Miroir obscur no 42,  (ISBN 2-7304-0146-6), 1982 ; L'Ennemi intime - Service des Affaires classées 2, coll. Le Miroir obscur no 47,  (ISBN 2-7304-0161-X), 1982 ; Le Cercle fermé - Service des Affaires classées 3, coll. Le Mirois obscur no 52,  (ISBN 2-7304-0178-4), 1982 ; Le mort au bras levé - Service des Affaires classées 4, Le Miroir obscur no 54,  (ISBN 2-7304-0187-3), 1982 ; réédition, Service des Affaires classées: 36 crimes presque parfaits, Paris, Éditions Omnibus, 2012  (ISBN 978-2258093638)

Note : Cette dernière édition en un volume inclut deux nouvelles de Vickers qui adoptent la même structure narrative sans faire partie du cycle.

#### Autres recueils
- Murder Will Out (1950)
- Eight Murders in the Suburbs (1954)
- Double Image (1955) Publication en français de la première nouvelle de ce recueil sous le titre Double image, Paris, Opta, Mystère Magazine no 100, mai 1956
- Seven Chose Murder (1959)
- Best Detective Stories (1965), recueil de nouvelle posthume

## Adaptations télévisuelles
- Le Service des affaires classées (1970), série télévisée franco-canadienne

## Sources
- Jacques Baudou et Jean-Jacques Schleret, Le Vrai Visage du Masque, vol. 1, Paris, Futuropolis, 1984, 476 p. (OCLC 311506692), p. 444-446.
- Claude Mesplède (dir.), Dictionnaire des littératures policières, vol. 2 : J - Z, Nantes, Joseph K, coll. « Temps noir », 2007, 1086 p. (ISBN 978-2-910-68645-1, OCLC 315873361), p. 963.